# Meilin (socken i Kina, Inre Mongoliet, lat 41,16, long 108,18)
Meilin (kinesiska: 美林, 美林乡) är en socken i Kina. Den ligger i den autonoma regionen Inre Mongoliet, i den norra delen av landet, omkring 290 kilometer väster om regionhuvudstaden Hohhot.
Genomsnittlig årsnederbörd är 313 millimeter. Den regnigaste månaden är juni, med i genomsnitt 89 mm nederbörd, och den torraste är februari, med 1 mm nederbörd.